# HD 95324
HD 95324，又名CP-60 2433，SAO 251205、HR 4290，是一颗恒星，视星等为6.16，位于銀經289.89，銀緯-1.32，其B1900.0坐标为赤經10h 55m 12.4s，赤緯-60° -1.32′ 4″。